# Адміністративний устрій Старокостянтинівського району
Адміністративний устрій Старокостянтинівського району — адміністративно-територіальний поділ Старокостянтинівського району Хмельницької області на 30 сільських рад, які об'єднують 97 населених пунктів та підпорядковані Старокостянтинівській районній раді. Адміністративний центр — місто Старокостянтинів, що є містом обласного значення і до складу району не входить.

## Список радСтарокостянтинівського району
| №  | Назва                              | Центр                | Населені пункти                                                                        | Площа км² | Місце за площею | Населення (2001), чол. | Місце за населенням |
| -- | ---------------------------------- | -------------------- | -------------------------------------------------------------------------------------- | --------- | --------------- | ---------------------- | ------------------- |
| 1  | Баглаївська сільська рада          | с. Баглаї            | с. Баглаї с. Ємці с. Загірне с. Лажева                                                 | 57,729    |                 | 1249                   | 13                  |
| 2  | Березненська сільська рада         | с. Березне           | с. Березне с. Бутівці с. Вербівочка с. Лисинці с. Нападівка с. Першотравневе с. Пихтії | 46,400    |                 | 1193                   | 14                  |
| 3  | Великомацевицька сільська рада     | с. Великі Мацевичі   | с. Великі Мацевичі с. Круча с. Малі Мацевичі с. Раштівка                               | 50,694    |                 | 1185                   | 15                  |
| 4  | Великочернятинська сільська рада   | с. Великий Чернятин  | с. Великий Чернятин с. Малий Чернятин с. Оріхівка                                      | 4,128     |                 | 1816                   | 6                   |
| 5  | Вербородинська сільська рада       | с. Вербородинці      | с. Вербородинці с. Гнатки                                                              |           |                 | 559                    | 27                  |
| 6  | Веснянська сільська рада           | с. Веснянка          | с. Веснянка с. Караїмівка с. Ланок                                                     | 74,760    |                 | 995                    | 18                  |
| 7  | Вишнопільська сільська рада        | с. Вишнопіль         | с. Вишнопіль с. Малий Вишнопіль с. Мартинівка с. Северини                              | 48,022    |                 | 1493                   | 9                   |
| 8  | Волиці-Керекешинська сільська рада | с. Волиця-Керекешина | с. Волиця-Керекешина с. Червона Семенівка                                              | 1,833     |                 | 514                    | 29                  |
| 9  | Григорівська сільська рада         | с. Григорівка        | с. Григорівка с. Воронківці                                                            | 65,967    |                 | 2447                   | 3                   |
| 10 | Губчанська сільська рада           | с. Губча             | с. Губча с. Зеленці с. Мальки с. Партинці                                              | 37,768    |                 | 1175                   | 16                  |
| 11 | Ілляшівська сільська рада          | с. Ілляшівка         | с. Ілляшівка                                                                           | 18,357    |                 | 525                    | 28                  |
| 12 | Іршиківська сільська рада          | с. Іршики            | с. Іршики с. Малишівка с. Хижники с. Яремичі                                           | 44,011    |                 | 1266                   | 11                  |
| 13 | Капустинська сільська рада         | с. Капустин          | с. Капустин                                                                            | 1,760     |                 | 357                    | 30                  |
| 14 | Коржівська сільська рада           | с. Коржівка          | с. Коржівка с. Махаринці                                                               | 21,699    |                 | 719                    | 23                  |
| 15 | Ладигівська сільська рада          | с. Ладиги            | с. Ладиги с. Губин                                                                     | 56,953    |                 | 1344                   | 10                  |
| 16 | Миролюбненська сільська рада       | с. Миролюбне         | с. Миролюбне с. Верхняки с. Морозівка с. Новоселиця с. Підгірне                        | 78,943    |                 | 2662                   | 1                   |
| 17 | Немиринецька сільська рада         | с. Немиринці         | с. Немиринці с. Берегелі с. Деркачі с. Кантівка                                        | 35,007    |                 | 865                    | 20                  |
| 18 | Огіївська сільська рада            | с. Огіївці           | с. Огіївці с. Громівка с. Писарівка с. Половинники                                     | 29,328    |                 | 861                    | 21                  |
| 19 | Пашковецька сільська рада          | с. Пашківці          | с. Пашківці с. Грибенинка с. Попівці                                                   | 57,459    |                 | 2256                   | 4                   |
| 20 | Пеньківська сільська рада          | с. Пеньки            | с. Пеньки с. Андронівка с. Бовкуни с. Драчі с. Залісся с. Криниця                      | 45,943    |                 | 1265                   | 12                  |
| 21 | Радковецька сільська рада          | с. Радківці          | с. Радківці с. Демківці с. Хутори с. Жабче                                             | 21,873    |                 | 988                    | 19                  |
| 22 | Решнівецька сільська рада          | с. Решнівка          | с. Решнівка                                                                            |           |                 | 571                    | 26                  |
| 23 | Самчиківська сільська рада         | с. Самчики           | с. Самчики с. Степок                                                                   | 30,474    |                 | 1792                   | 7                   |
| 24 | Самчинецька сільська рада          | с. Самчинці          | с. Самчинці с. Семиреньки                                                              | 32,060    |                 | 684                    | 24                  |
| 25 | Сахновецька сільська рада          | с. Сахнівці          | с. Сахнівці с. Киселі с. Красносілка с. Немирівка                                      | 64,092    |                 | 2483                   | 2                   |
| 26 | Сербинівська сільська рада         | с. Сербинівка        | с. Сербинівка с. Левківка с. Йосипівка с. Калинівка                                    | 71,010    |                 | 2234                   | 5                   |
| 27 | Сковородківська сільська рада      | с. Сковородки        | с. Сковородки с. Веселе с. Круглики                                                    | 49,497    |                 | 1002                   | 17                  |
| 28 | Староостропільська сільська рада   | с. Старий Остропіль  | с. Старий Остропіль с. Райки                                                           | 40,297    |                 | 1622                   | 8                   |
| 29 | Стецьківська сільська рада         | с. Стецьки           | с. Стецьки с. Дубина с. Костянець с. Кучівка с. Прохорівка                             | 36,350    |                 | 760                    | 22                  |
| 30 | Чорнянська сільська рада           | с. Чорна             | с. Чорна с. Лісове с. Шевченка                                                         | 23,143    |                 | 577                    | 25                  |

* Примітки: м. — місто, с-ще — селище, смт — селище міського типу, с. — село